# Maria Carlshamre
Maria Carlshamre (n. 3 februarie 1957, Enköping, Uppsala län, Suedia) este un om politic suedez, membru al Parlamentului European în perioada 2004-2009 din partea Suediei.